# Erophiloscia recurvata
Erophiloscia recurvata är en kräftdjursart som beskrevs av Klaus Ulrich Leistikow 200. Erophiloscia recurvata ingår i släktet Erophiloscia och familjen Philosciidae. Inga underarter finns listade i Catalogue of Life.